# Нам Дињ (покрајина)
Нам Дињ (покрајина) (виј. Nam Dinh) је једна од 58 покрајина Вијетнама. Налази се у региону Делта Црвене реке. Заузима површину од 1.650,8 km². Према попису становништва из 2009. у покрајини је живело 1.828.111 становника. Главни град је Nam Định.